# Lúč na Ostrove
Lúč na Ostrove (Hongaars: Lúcs) is een Slowaakse gemeente in de regio Trnava, en maakt deel uit van het district Dunajská Streda.
Lúč na Ostrove telt 775 inwoners.